# Superset

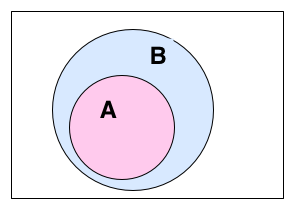
omvat

Een superset is een verzameling die een andere verzameling omvat. Het is de tegenhanger van het begrip deelverzameling. Met andere woorden: als {\displaystyle A} een deelverzameling is van {\displaystyle B}, dan is {\displaystyle B} een superset van {\displaystyle A}. Deelverzameling wordt veel meer gebruikt dan superset. Met dezelfde twee verzamelingen {\displaystyle A} en {\displaystyle B} wordt gezegd: {\displaystyle B} omvat {\displaystyle A}.
Een voorbeeld is de verzameling reële getallen {\displaystyle \mathbb {R} }, die de verzameling natuurlijke getallen {\displaystyle \mathbb {N} } omvat. Ieder element uit de verzameling {\displaystyle \mathbb {N} } komt in de verzameling {\displaystyle \mathbb {R} } voor.